# Panamerikameisterschaft 2009 (Badminton)/Mannschaft
Die Panamerikameisterschaften 2009 im Badminton fanden vom 20. bis 25. Oktober 2009 in Guadalajara, Mexiko, statt. Folgend die Ergebnisse im Mannschaftswettbewerb.

## Vorrunde

### Gruppe A
| Platz | Team      | Punkte | Spiele | Siege | Remis | Niederlagen | Spielverhältnis | Spielverhältnis | Spielverhältnis | Satzverhältnis | Satzverhältnis | Satzverhältnis | Punktverhältnis | Punktverhältnis | Punktverhältnis |
| 1     | Kanada    | 3      | 3      | 3     | 0     | 0           | 14              | -               | 1               | 28             | -              | 5              | 684             | -               | 438             |
| 2     | Brasilien | 2      | 3      | 2     | 0     | 1           | 11              | -               | 4               | 24             | -              | 8              | 640             | -               | 481             |
| 3     | Barbados  | 1      | 3      | 1     | 0     | 2           | 3               | -               | 12              | 8              | -              | 25             | 492             | -               | 658             |
| 4     | Chile     | 0      | 3      | 0     | 0     | 3           | 2               | -               | 13              | 5              | -              | 27             | 411             | -               | 650             |

### Gruppe B
| Platz | Team                    | Punkte | Spiele | Siege | Remis | Niederlagen | Spielverhältnis | Spielverhältnis | Spielverhältnis | Satzverhältnis | Satzverhältnis | Satzverhältnis | Punktverhältnis | Punktverhältnis | Punktverhältnis |
| 1     | Peru                    | 3      | 3      | 3     | 0     | 0           | 12              | -               | 3               | 26             | -              | 7              | 661             | -               | 514             |
| 2     | Mexiko                  | 2      | 3      | 2     | 0     | 1           | 10              | -               | 5               | 22             | -              | 12             | 643             | -               | 575             |
| 3     | Vereinigte Staaten      | 1      | 3      | 1     | 0     | 2           | 8               | -               | 7               | 18             | -              | 17             | 651             | -               | 601             |
| 4     | Dominikanische Republik | 0      | 3      | 0     | 0     | 3           | 0               | -               | 15              | 0              | -              | 30             | 365             | -               | 630             |

## Platz 5–8

### Spiel um Platz 5–8
- Vereinigte Staaten –  Chile 3:0
- Barbados –  Dominikanische Republik 3:1

### Spiel um Platz 7
- Dominikanische Republik –  Chile 3:1

### Spiel um Platz 5
- Vereinigte Staaten –  Barbados 3:0

## Endrunde

### Halbfinale
- Kanada –  Mexiko 3:0
- Peru –  Brasilien 3:2

### Spiel um Platz 3
- Mexiko –  Brasilien 3:1

### Finale
- Kanada –  Peru 3:0

## Endstand
- 1.  Kanada (Adrian Liu, Toby Ng, Alexander Pang, Joseph Rogers, Alexandra Bruce, Grace Gao, Joycelyn Ko, Anna Rice)
- 2.  Peru (Andrés Corpancho, Antonio de Vinatea, Martín del Valle, Rodrigo Pacheco, Cristina Aicardi, Alejandra Monteverde, Claudia Rivero, Claudia Zornoza)
- 3.  Mexiko (Mauricio Casillas, Marco Garrido, José Luis González Alcantar, Salvador Sánchez Martínez, Deyanira Angulo, Cynthia González, Victoria Montero, Naty Rangel)
- 4.  Brasilien (Hugo Arthuso, Luis Cereda, Daniel Paiola, Marina Eliezer, Fabiana Silva)
- 5.  Vereinigte Staaten (Kyle Emerick, Nicholas Jinadasa, Arnold Setiadi, Ted Shear, Panita Phongasavithas, Vimla Phongasavitas, Rena Wang, Rulan Yeh)
- 6.  Barbados (Andrew Clarke, Dave Forde, Andre Padmore, Kevin Wood, Sabrina Scott, Shari Watson)
- 7.  Dominikanische Republik (Jose Luis Cabrera, William Cabrera, Nelson Javier, Alberto Raposo, Orosameli Cabrera, Fiordaliza Doleo, Yomaira Sanchez, Berónica Vivieca)
- 8.  Chile (Cristian Araya, Luis Barriga, Andrés Trigo, Bernardo Villegas, Chou Ting Ting, Camila Macaya, Pamela Macaya, Natalia Villegas)